# Grand Prix Kanady 2016
Grand Prix Kanady 2016 (oficiálně Formula 1 Grand Prix du Canada 2016) se jela na okruhu Circuit Gilles Villeneuve v Montréalu v Kanadě dne 12. června 2016. Závod byl sedmým v pořadí v sezóně 2016 šampionátu Formule 1.

## Kvalifikace
| Poř.                       | No. | Jezdec            | Konstruktér               | Časy v kvalifikaci | Časy v kvalifikaci | Časy v kvalifikaci | Pořadí na startu |
| Poř.                       | No. | Jezdec            | Konstruktér               | Q1                 | Q2                 | Q3                 | Pořadí na startu |
| -------------------------- | --- | ----------------- | ------------------------- | ------------------ | ------------------ | ------------------ | ---------------- |
| 1                          | 44  | Lewis Hamilton    | Mercedes                  | 1:14.121           | 1:13.076           | 1:12.812           | 1                |
| 2                          | 6   | Nico Rosberg      | Mercedes                  | 1:13.714           | 1:13.094           | 1:12.874           | 2                |
| 3                          | 5   | Sebastian Vettel  | Ferrari                   | 1:13.925           | 1:13.857           | 1:12.990           | 3                |
| 4                          | 3   | Daniel Ricciardo  | Red Bull Racing-TAG Heuer | 1:14.030           | 1:13.540           | 1:13.166           | 4                |
| 5                          | 33  | Max Verstappen    | Red Bull Racing-TAG Heuer | 1:14.601           | 1:13.793           | 1:13.414           | 5                |
| 6                          | 7   | Kimi Räikkönen    | Ferrari                   | 1:14.477           | 1:13.849           | 1:13.579           | 6                |
| 7                          | 77  | Valtteri Bottas   | Williams-Mercedes         | 1:14.389           | 1:13.791           | 1:13.670           | 7                |
| 8                          | 19  | Felipe Massa      | Williams-Mercedes         | 1:14.815           | 1:13.864           | 1:13.769           | 8                |
| 9                          | 27  | Nico Hülkenberg   | Force India-Mercedes      | 1:14.663           | 1:14.166           | 1:13.952           | 9                |
| 10                         | 14  | Fernando Alonso   | McLaren-Honda             | 1:15.026           | 1:14.260           | 1:14.338           | 10               |
| 11                         | 11  | Sergio Pérez      | Force India-Mercedes      | 1:14.814           | 1:14.317           |                    | 11               |
| 12                         | 22  | Jenson Button     | McLaren-Honda             | 1:14.755           | 1:14.437           |                    | 12               |
| 13                         | 26  | Daniil Kvjat      | Toro Rosso-Ferrari        | 1:14.829           | 1:14.457           |                    | 15               |
| 14                         | 21  | Esteban Gutiérrez | Haas-Ferrari              | 1:15.148           | 1:14.571           |                    | 13               |
| 15                         | 8   | Romain Grosjean   | Haas-Ferrari              | 1:15.444           | 1:14.803           |                    | 14               |
| 16                         | 55  | Carlos Sainz Jr.  | Toro Rosso-Ferrari        | 1:14.714           | 1:21.956           |                    | 20               |
| 17                         | 30  | Jolyon Palmer     | Renault                   | 1:15.459           |                    |                    | 16               |
| 18                         | 94  | Pascal Wehrlein   | MRT-Mercedes              | 1:15.599           |                    |                    | 17               |
| 19                         | 9   | Marcus Ericsson   | Sauber-Ferrari            | 1:15.635           |                    |                    | 21               |
| 20                         | 12  | Felipe Nasr       | Sauber-Ferrari            | 1:16.663           |                    |                    | 18               |
| 21                         | 88  | Rio Haryanto      | MRT-Mercedes              | 1:17.052           |                    |                    | 19               |
| 107% času vítěze: 1:18.873 |     |                   |                           |                    |                    |                    |                  |
| —                          | 20  | Kevin Magnussen   | Renault                   | Bez času           |                    |                    | 22               |
| Zdroj:                     |     |                   |                           |                    |                    |                    |                  |

Poznámky
1. ↑  Daniil Kvjat obdržel trest posunu o 3 místa vzad za zavinění kolize v předchozím závodě.
2. ↑  Carlos Sainz Jr. obdržel trest posunu o 5 míst vzad za neplánovanou výměnu převodovky.
3. ↑  Marcus Ericsson obdržel trest posunu o 3 místa vzad za zavinění kolize v předchozím závodě.
4. ↑  Kevin Magnussen nezaznamenal čas, kterým by se kvalifikoval ve 107 % času vítěze. Start mu byl povolen sportovními komisaři. Zároveň obdržel trest posunu o 5 míst vzad za neplánovanou výměnu převodovky.

## Závod
| Poř.   | No. | Jezdec            | Konstruktér               | Počet kol | Čas/Odstoupení | Pořadí na startu | Body |
| ------ | --- | ----------------- | ------------------------- | --------- | -------------- | ---------------- | ---- |
| 1      | 44  | Lewis Hamilton    | Mercedes                  | 70        | 1:31:05.296    | 1                | 25   |
| 2      | 5   | Sebastian Vettel  | Ferrari                   | 70        | +5.011         | 3                | 18   |
| 3      | 77  | Valtteri Bottas   | Williams-Mercedes         | 70        | +46.422        | 7                | 15   |
| 4      | 33  | Max Verstappen    | Red Bull Racing-TAG Heuer | 70        | +53.020        | 5                | 12   |
| 5      | 6   | Nico Rosberg      | Mercedes                  | 70        | +1:02.093      | 2                | 10   |
| 6      | 7   | Kimi Räikkönen    | Ferrari                   | 70        | +1:03.017      | 6                | 8    |
| 7      | 3   | Daniel Ricciardo  | Red Bull Racing-TAG Heuer | 70        | +1:03.634      | 4                | 6    |
| 8      | 27  | Nico Hülkenberg   | Force India-Mercedes      | 69        | +1 kolo        | 9                | 4    |
| 9      | 55  | Carlos Sainz Jr.  | Toro Rosso-Ferrari        | 69        | +1 kolo        | 20               | 2    |
| 10     | 11  | Sergio Pérez      | Force India-Mercedes      | 69        | +1 kolo        | 11               | 1    |
| 11     | 14  | Fernando Alonso   | McLaren-Honda             | 69        | +1 kolo        | 10               |      |
| 12     | 26  | Daniil Kvjat      | Toro Rosso-Ferrari        | 69        | +1 kolo        | 15               |      |
| 13     | 21  | Esteban Gutiérrez | Haas-Ferrari              | 68        | +2 kola        | 13               |      |
| 14     | 8   | Romain Grosjean   | Haas-Ferrari              | 68        | +2 kola        | 14               |      |
| 15     | 9   | Marcus Ericsson   | Sauber-Ferrari            | 68        | +2 kola        | 21               |      |
| 16     | 20  | Kevin Magnussen   | Renault                   | 68        | +2 kola        | 22               |      |
| 17     | 94  | Pascal Wehrlein   | MRT-Mercedes              | 68        | +2 kola        | 17               |      |
| 18     | 12  | Felipe Nasr       | Sauber-Ferrari            | 68        | +2 kola        | 18               |      |
| 19     | 88  | Rio Haryanto      | MRT-Mercedes              | 68        | +2 kola        | 19               |      |
| Ret    | 19  | Felipe Massa      | Williams-Mercedes         | 35        | Přehřátí       | 8                |      |
| Ret    | 30  | Jolyon Palmer     | Renault                   | 16        | Únik vody      | 16               |      |
| Ret    | 22  | Jenson Button     | McLaren-Honda             | 9         | Motor          | 12               |      |
| Zdroj: |     |                   |                           |           |                |                  |      |

## Průběžné pořadí po závodě
Pohár jezdců
|   | Pořadí | Jezdec           | Body |
| - | ------ | ---------------- | ---- |
|   | 1      | Nico Rosberg     | 116  |
|   | 2      | Lewis Hamilton   | 107  |
| 2 | 3      | Sebastian Vettel | 78   |
| 1 | 4      | Daniel Ricciardo | 72   |
| 1 | 5      | Kimi Räikkönen   | 69   |

Pohár konstruktérů
|  | Pořadí | Konstruktér               | Body |
|  | ------ | ------------------------- | ---- |
|  | 1      | Mercedes                  | 223  |
|  | 2      | Ferrari                   | 147  |
|  | 3      | Red Bull Racing-TAG Heuer | 130  |
|  | 4      | Williams-Mercedes         | 81   |
|  | 5      | Force India-Mercedes      | 42   |